# Славенко Терзић
Славенко Терзић (Пандурица код Пљеваља, 14. март 1949) српски је историчар, дипломата и академик.

## Биографија
Основну школу завршио у месту рођења, а гимназију у Горажду и Пљевљима. Студије историје на Филозофском факултету у Београду завршио 1972. године. Радио као професор историје у Алибунару и Ковачици. У Историјском институту САНУ ради од 1974. године. Магистрирао је 1976. са темом Србија и Грчка од 1878. до 1897. године. Докторирао је 1990. са тезом Србија и Грчка у другој половини XIX века (1856—1903).
Област истраживања: историја српског народа у 19. веку, историја Балкана и велике силе. Објавио је 2012. књигу „Стара Србија (19. и 20. век) - драма једне цивилизације“. Крајем 2012. именован је за амбасадора Србије у Москви.
Од 1987. до 2002. био је директор Историјског института САНУ.
Био је председник Српске књижевне задруге од 2001. до 2005. године. Члан је више одбора Српске академије наука и уметности: одбора за историју Србије у 19. веку и Међуодељенског одбора за проучавање Косова и Метохије, члан је и секретар Комисије историчара Одељења историјских наука САНУ за сарадњу са историчарима Русије.
Био је члан међународног Редакционог одбора часописа Revue d'Europe Centrale који је излазио у Стразбуру и председник Међународног научног одбора за организовање серије годишњих међународних научних конференција у оквиру пројекта Сусрет цивилизација на Балкану.
Активно се залагао за очување државног заједништва Србије и Црне Горе у оквиру некадашње Савезне Републике Југославије (1992-2003), а потом и у оквиру Државне заједнице Србије и Црне Горе (2003-2006). Почетком 2001. године, укључио се у рад Одбора за одбрану једнаких права држављана Црне Горе, а почетком 2005. године постао је један од челних људи Покрета за европску државну заједницу Србије и Црне Горе у Србији.
Обављао је функцију амбасадора Републике Србије у Руској Федерацији и Туркменистану од 2013. године. Редовни је члан САНУ и научни саветник Историјског института САНУ.
Сенатор је Републике Српске.
Дана 5. новембра 2015. године изабран је за дописног члана САНУ, а 5. децембра 2015. године за иностраног члана АНУРС. Четвртог новембра 2021. године изабран је за редовног члана.
Додељена му је Годишња награда Ђурђа И. Јеленића за монографију „На капијама Константинопоља. Русија и балканско питање у 19. веку”.
Говори руски, немачки и грчки, а користи се бугарским и енглеским језиком.

## Одабрани радови
- Терзић, Славенко (1976). „Стојан Новаковић и железничка конвенција с Турском 1887. године”. Историјски часопис. 23: 117—126.
- Терзић, Славенко (1979). „Васа Пелагић у изгнанству 1887. године”. Историјски часопис. 25-26 (1978-1979): 303—309.
- Терзић, Славенко (1983). „Јован Скерлић у Народној скупштини 1912.”. Историјски часопис. 29-30 (1982-1983): 457—475.
- Терзић, Славенко (1988). „Јован Ристић и "Заветна мисао српска" (1868-1876)”. Историјски часопис. 34 (1987): 271—290.
- Терзић, Славенко (1992). „Бењамин Калај и српско питање”. Catena mundi. 1. Београд: Матица Срба и исељеника Србије. стр. 351—357.
- Терзић, Славенко (1995). „Пројект аустроугарског Балкана у Босни и Херцеговини (о идеолошким основама научних истраживања и научне пропаганде)”. Босна и Херцеговина од средњег века до новијег времена. Београд: Историјски институт САНУ. стр. 407—423.
- Терзић, Славенко (1996). „Рашка или Санџак (о судбини обласног историјског имена Рашка)”. Милешевски записи. 2: 197—208.
- Терзић, Славенко (1997). „Стара Србија - настанак имена и знања о њој до 1912”. Историјски часопис. 42-43 (1995-1996): 91—110.
- Терзић, Славенко (1997). „Стара Србија у српским националним циљевима на почетку Велике источне кризе (1875-1878)”. Ибарска војска у српско-турским ратовима од 1876. до 1878. године. Чачак: Народни музеј. стр. 15—25.
- Терзић, Славенко (2000). „Идеолошки корени црногорске нације и настанак црногорског сепаратизма”. Српска слободарска мисао. 1 (1): 181—198.
- Терзић, Славенко (2006). „Изневерени идентитет: Прилог разумевању идеолошких корена црногорског национализма” (PDF). Летопис Матице српске. 477 (3): 424—439.
- Терзић, Славенко (2008). „Историјско-географске представе о Старој Србији у Европи и међу Србима” (PDF). Наша прошлост. 9: 9—28. Архивирано из оригинала (PDF) 22. 04. 2019. г. Приступљено 22. 04. 2019.
- Терзић, Славенко (2010). „О светосавској традицији у источном делу Старе Херцеговине”. Древнохришћанско и светосавско наслеђе у Црној Гори. Београд-Цетиње: Православни богословски факултет, Светигора. стр. 337—341.
- Терзић, Славенко (2010). „Општи балкански и европски амбијент Устава из 1888. године”. Два века српске уставности. Београд: САНУ. стр. 259—269.
- Терзић, Славенко (2010). „Евроатлантски продор на Исток и српско питање”. Србија и НАТО - за и против: Мишљења и расправе. Београд: Академија за дипломатију и безбедност. стр. 42—52.
- Терзич, Славенко (2010). „Славянофильство XIX в. в сербской историографии”. Россия и Сербия глазами историков двух стран. Санкт-Петербург: Алетейя. стр. 129—142.
- Терзич, Славенко (2010). „Европа и Косово и Метохия: Иисторический очерк”. Славянский мир в третьем тысячелетии: Славянские народы, вектори взаимодействия в Центральной, Восточной и Юго- Восточной Европе. Москва: Институт славяноведения Российской академии наук. стр. 327—337.
- Терзич, Славенко (2010). „Сербское наследие в Косово и Метохии глазами европейских исследователей (XVIII – XIX в.)”. В «интерьере» Балкан: Юбилейный сборник в честь Ирины Степановны Достян (PDF). Москва: Институт славяноведения Российской академии наук. стр. 141—154.
- Терзић, Славенко (2011). „Руски словенофили и српско питање (1856-1878)”. Српско-руски односи од почетка XVIII до краја XX века. Београд: САНУ. стр. 95—107.
- Терзић, Славенко (2012). „Аустроугарски логор за Србе у Добоју 1915-1917”. Глас САНУ. 420 (16): 409—421.
- Терзић, Славенко (2012). „Рашка и османско наслеђе”. О Србима муслиманске вероисповести: Зборник радова. Београд: Институт за политичке студије. стр. 35—52.
- Терзић, Славенко (2012). „Евроазијски видици грофа Саве Владиславића” (PDF). Зборник Матице српске за друштвене науке. 138: 17—28.
- Терзић, Славенко (2012). Русија и српско питање 1804-1815. Нови Сад: Православна реч.
- Терзић, Славенко (2012). „Исток и Запад у новијој српској историји и култури” (PDF). Летопис Матице српске. 489 (6): 935—945.
- Терзић, Славенко (2012). „Пештер и околина у огледу историјске демографије: Истраживачки проблеми”. Милешевски записи. 9: 183—198.
- Терзић, Славенко (2012). „Ослобођење Старе Србије 1912. године”. Даница. Београд: Вукова задужбина. 19: 93—108.
- Терзић, Славенко (2012). „Ослобођење Старе Србије 1912/13”. Споменица стогодишњице ослобођења Старе Србије 1912-2012. Београд: Друштво српских домаћина. стр. 53—77.
- Терзић, Славенко (2012). Стара Србија (XIX-XX век): Драма једне цивилизације: Рашка, Косово и Метохија, Скопско-тетовска област. Нови Сад-Београд: Православна реч, Историјски институт САНУ.
  - Терзич, Славенко (2015). Старая Сербия (XIX - XX вв.): Драма одной Европейской цивилизации. Москва: Вече. (руско издање)
- Терзић, Славенко (2013). „Милешева у историјској свести Срба у 19. веку”. Осам векова манастира Милешеве: Зборник радова. 1. Пријепоље: Епархија милешевска. стр. 113—117.
- Терзић, Славенко (2013). „Цивилизацијски смисао ослобођења Старе Србије и Вардарске Македоније”. Први балкански рат 1912/1913. године: Друштвени и цивилизацијски смисао. 1. Ниш: Филозофски факултет. стр. 15—21.
- Терзич, Славенко (2013). „Европа и исторический реваншизм: К столетию Первой балканской войны”. Безопасность Европы: Балканский вектор (PDF). Звенья. 16. Москва: Фонд исторической перспективы. стр. 28—36. Архивирано из оригинала (PDF) 14. 02. 2019. г. Приступљено 22. 04. 2019.
- Терзић, Славенко (2015). „Прилике у Старој Србији уочи ослобођења 1912. године”. Први балкански рат 1912-1913: Историјски процеси и проблеми у светлости стогодишњег искуства. Београд: САНУ. стр. 37—44.
- Терзић, Славенко (2015). „Академик Милорад Екмечић (1928-2015)” (PDF). Зборник Матице српске за историју. 92: 113—116.
- Терзић, Славенко (2018). „Балканске студије Стојана Новаковића”. Стојан Новаковић: Поводом сто седамдесет пет година од рођења. Београд: САНУ. стр. 23—35.
- Терзић, Славенко (2018). „Скадарски вилајет у другој половини XIX века према опису руског конзулата у Скадру”. Глас САНУ. 428 (18): 97—110.
- Терзић, Славенко (2021). На капијама Константинопоља: Русија и балканско питање у 19. веку. Београд: Историјски институт Београд.